# Jak nie ty, to kto?
Jak nie ty, to kto? - singel polskiego rapera i producenta muzycznego O.S.T.R.-a promujący album Ja tu tylko sprzątam. Wydawnictwo ukazało się 29 sierpnia 2008 roku na płycie CD w formie maxi singla dzięki wytwórni muzycznej Asfalt Records w nakładzie limitowanym do 2 tys. egzemplarzy. Na płycie poza utworem tytułowym znalazły się ponadto m.in. utwory instrumentalne i teledyski. Także w 2008 roku singel został wydany na 12" płycie gramofonowej. Oprawę graficzną singla do zdjęć Laszlo Paprika wykonał Marcin "Tytus" Grabski.
Zrealizowany do utworu tytułowego teledysk otrzymał Grand Prix i Nagrodę Publiczności na Festiwalu Polskich Wideoklipów Yach Film.

## Lista utworów
Opracowano na podstawie materiału źródłowego.
Maxi singel CD
1. "Jak nie ty, to kto?" (produkcja: O.S.T.R., miksowanie, mastering: Marek Dulewicz, scratche: DJ Haem, gościnnie: Brother J) - 3:33
2. "Big Money on the Table" (keyboard, produkcja: O.S.T.R., miksowanie, mastering: Marek Dulewicz, gościnnie: Reps, Cadillac Dale) - 4:16
3. "Jestem tylko dzieckiem" (keyboard, produkcja: O.S.T.R., miksowanie, mastering: Marek Dulewicz, gościnnie: Dan Fresh, El Da Sensei) - 3:35
4. "Dwa razy gumbao" (produkcja: O.S.T.R., miksowanie, mastering: Marek Dulewicz) - 3:13
5. "O staniu w korkach" (produkcja: O.S.T.R., miksowanie, mastering: Marek Dulewicz) - 2:59
6. "Jak nie ty, to kto?" (produkcja: O.S.T.R., miksowanie, mastering: Marek Dulewicz) - 3:33 (utwór instrumentalny)
7. "Big Money on the Table" (keyboard, produkcja: O.S.T.R., miksowanie, mastering: Marek Dulewicz) - 4:16 (utwór instrumentalny)
8. "Jestem tylko dzieckiem" (keyboard, produkcja: O.S.T.R., miksowanie, mastering: Marek Dulewicz) - 3:29 (utwór instrumentalny)
9. "Jak nie ty, to kto?" (produkcja: O.S.T.R., miksowanie, mastering: Marek Dulewicz, scratche: DJ Haem, gościnnie: Brother J) - 3:35 (teledysk, reżyseria: Balbina Bruszewska)
10. "1980" (keyboard, produkcja: O.S.T.R., miksowanie, mastering: Marek Dulewicz, scratche: DJ Haem) - 3:06 (teledysk, reżyseria: Tomek Czubak)
11. "1980 (Making of)" - 7:30 (wideo)

12" płyta gramofonowa
Strona A
1. "Jak nie ty, to kto?" (produkcja: O.S.T.R., miksowanie, mastering: Marek Dulewicz, scratche: DJ Haem, gościnnie: Brother J) - 3:33
2. "Big Money on the Table" (keyboard, produkcja: O.S.T.R., miksowanie, mastering: Marek Dulewicz, gościnnie: Reps, Cadillac Dale) - 4:16
3. "Jestem tylko dzieckiem" (keyboard, produkcja: O.S.T.R., miksowanie, mastering: Marek Dulewicz, gościnnie: Dan Fresh, El Da Sensei) - 3:35
4. "Jestem tylko dzieckiem" (keyboard, produkcja: O.S.T.R., miksowanie, mastering: Marek Dulewicz) - 3:29 (utwór instrumentalny)

Strona B
1. "Dwa razy gumbao" (produkcja: O.S.T.R., miksowanie, mastering: Marek Dulewicz) - 3:13
2. "O staniu w korkach" (produkcja: O.S.T.R., miksowanie, mastering: Marek Dulewicz) - 2:59
3. "Jak nie ty, to kto?" (produkcja: O.S.T.R., miksowanie, mastering: Marek Dulewicz) - 3:33 (utwór instrumentalny)
4. "Big Money on the Table" (keyboard, produkcja: O.S.T.R., miksowanie, mastering: Marek Dulewicz) - 4:16 (utwór instrumentalny)